# 인천서림초등학교

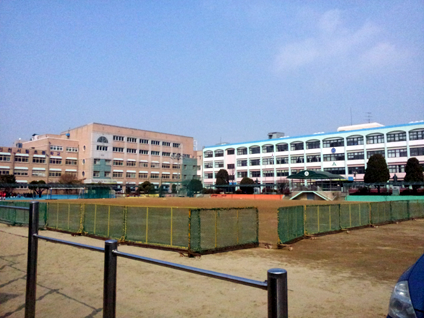

인천서림초등학교는 대한민국 인천광역시 동구 송림동에 있는 공립 초등학교이다.

## 학교 연혁
| 1939년 | 4월 15일  | 인천송림제2공립심상소학교 개교(설립인가 4월 5일, 인천송현심상소학교 교사) |
| 1941년 | 4월 1일   | 인천송림제2공립국민학교로 개칭                                            |
| 1945년 | 3월 23일  | 제1회 졸업식                                                              |
| 1946년 | 3월 23일  | 인천서림국민학교로 교명 변경                                              |
| 1965년 | 3월 2일   | 서흥국민학교 분리                                                         |
| 1967년 | 3월 2일   | 서화국민학교 분리                                                         |
| 1994년 | 12월 5일  | 급식소 개설(368석)                                                        |
| 1995년 | 3월 3일   | 병설유치원 개원                                                           |
| 1996년 | 3월 1일   | 인천서림초등학교로 개칭                                                   |
| 1996년 | 3월 1일   | 병설유치원 1학급 증설(총2학급)                                            |
| 2004년 | 1월 9일   | 다목적실(체조실) 준공                                                     |
| 2004년 | 11월 11일 | 급식실 현대화 사업 준공                                                   |
| 2006년 | 9월 1일   | U-모둠학습실 개관                                                         |
| 2009년 | 10월 30일 | 학교 다목적 강당(서림관) 개관                                             |
| 2014년 | 5월 1일   | 타임캡슐 봉인식                                                           |
| 2015년 | 9월 7일   | 화장실 리모델링 공사 완료                                                 |
| 2016년 | 9월 7일   | 본관 창호 및 무석면 교체공사 완료                                         |
| 2017년 | 2월 8일   | 별관 무석면 교체공사 및 급식실 현대화 공사 완료                           |
| 2017년 | 2월 14일  | 초등학교 제73회 졸업식(125명, 졸업생 누계 30,262명)                       |
| 2017년 | 3월 1일   | 제27대 이정자 교장 부임                                                   |
| 2017년 | 3월 1일   | 초등학교 33학급 편성(특수2학급 포함), 유치원 2학급 편성                   |

## 참고 자료
- 인천서림초등학교 - 한국교육학술정보원 학교알리미